# ジョウント
ジョウント（Jaunte）、ジョウント効果とは、アルフレッド・ベスターのSF小説『虎よ、虎よ!』に登場する架空の超能力で、精神の力によって別の場所に瞬間移動することである。この概念は小説だけではなく、さまざまなメディアでも登場した。

## 概要
ジョウント効果が発見されたのは、科学者のチャールズ・フォート・ジョウントが生命の危機に遭遇した際に、偶然、瞬間移動してしまったことによる。人類にこのような能力のあることは知られていたが、研究者の目の前で起きたことは初めてであった。自殺志願者によるさまざまな実験の結果、これは単なる大脳生理学上の問題であることがわかり、どんな人間でも訓練によって考えるだけで瞬間移動することが可能になった。
しかし、このことは社会に大混乱を引き起こし、人類が入植した惑星間の戦争にまで発展した。

### 制約
ジョウントの際には現在の場所と移動先の場所を正確に思い浮かべ、精神を集中させないといけない。したがって、自分の現在の居場所がわからない場合、未知の場所にジョウントする場合、薬物による意識の混乱などで集中が難しい場合、いずれの場合もジョウントすることはできない。

## 青ジョウント
このような制約があるため、財産や女性をジョウントしてやってくる人間から保護したり、囚人がジョウントして逃げられないようにするためには、外部から完全に隔離された部屋に閉じこめる必要がある。人がこの様な状況で無理やりにジョウントを行うと、使用者は実体化したときに爆発するか、行方不明になってしまう。これが青ジョウントであり、ほぼ自殺同然の行為である。

## 他作品での登場
スティーブン・キングの短編小説『ジョウント』
短編集『神々のワードプロセッサ』に収録。
超能力ではなく、空間移動を行う装置として普及している。生命体はジョウント時に睡眠状態など、意識の無い状態になっている必要があるとされている。
梶尾真治の小説『クロノス・ジョウンターの伝説』
同名の機械が登場するが、こちらは空間ではなく時間を移動するものである。
藤田和日郎の漫画『ゲメル宇宙武器店』
ジョウント時には特定のポーズを取っていないと「モルワイデ死に」するとされている。
藤原京の小説『狼たちの黄昏』シリーズ
同義の能力が同名で登場する。
特撮テレビドラマ『仮面ライダーカブト』
作中の人物が仮面ライダーに変身するためのアイテムは、ジョウント空間と呼ばれるところを通って瞬時にやってくる。また、弾丸などの武器がジョウントによって無限に供給される。
SCEのSRPG『ワイルドアームズ クロスファイア』
「ジョウント」という名の瞬間移動の魔法が登場する。
九岡望の小説『エスケヱプ・スピヰド』
『空間転移』（ジョウント）という同義の能力が登場する。